# Stará Červená Voda
Stará Červená Voda (in polacco Stara Czerwona Woda, in tedesco Alt Rothwasser) è un comune della Repubblica Ceca facente parte del distretto di Jeseník, nella regione di Olomouc.